# Carolyn Jones (cestista)
Carolyn Jones, coniugata Young (Bay Springs, 28 luglio 1969), è un'ex cestista statunitense, professionista nella ABL e nella WNBA.

## Carriera
È stata selezionata dalle New York Liberty al quarto giro del Draft WNBA 1999 (42ª scelta assoluta).
Con gli Stati Uniti ha disputato i Campionati mondiali del 1990 e i Giochi olimpici di Barcellona 1992.

## Palmarès
- All-ABL First Team (1998)
- All-ABL Second Team (1997)
- Migliore marcatrice ABL (1997)